# Марк А. Саммут
Марк Антони Саммут (на малтийски: Mark Anthony Sammut) е малтийски юрист, автор на книги (главно по юриспруденция) и преводач. 

## Ранен живот
Марк А. Саммут е роден в Малта през 1973 г. Той е по-големият син на малтийския писател Франс Саммут) и Катерин Какия. Учи в училище „Св. Моника“, колежа „Стела Марис“, училищата Вассалли и ГФ Абела.
Продължава образованието си в Малтийския университет (доктор на юридическите науки, магистър по право „с пълно отличие“) и в Лондонския университет (Университетски колеж Лондон и Лондонско училище по икономика и политически науки:  (магистър по право).

## Научна дейност
Саммут преподава История на Малтийския наказателен кодекс в Малтийския университет от 2014 г.
Той е член на Кралското историческо общество и на Малтийското историческо общество.

## Други дейности
Политически активен е в продължение на няколко години (1993 – 2003). Саммут е член на местния съвет (1993 – 1996). В редиците на Лейбъристката партия на Малта е от 1996 г. Почетен консул на Латвия (2001 – 2006).
Той е член на Съвета на кооперативните дружества (1997 – 1998), секретар на Съвета на нотариусите в Малта (2000 – 2003), председател на Асоциацията на малтийския език – University Ghaqda tal-Malti Università (2007 – 2009).

## Публикации

### Книги
- A Short History of Latvia/L-Istorja tal-Latvja fil-Qosor (Малта, 2004 г.)[3]
- Il-Liġi, il-Morali, u r-Raġuni (Право, морал и Разум) с професор Джузепе Мифсуд Боничи, бивш съдия от Европейския съд по правата на човека и бивш върховен съдия на Малта, (Малта, 2008 г.)[4]
- (принос) The Mediterranean Region: Different Perspectives, Common Objectives (Министерство на отбраната, Италия, 2010 г.)
- „The Law of Consular Relations“[5] (XPL, Обединено кралство, 2010 г.), използвана от Университета Витовт Велики, Каунас, Литва като препоръчително четиво[6]
- (редактор и съавтор) Malta at the European Court of Human Rights 1987 – 2012, с Патрик Куине и Дейвид А. Борг, с принос на проф. Кевин Акилина (декан на Юридическия факултет на Малтийския университет), съдия Джовани Бонелло и члена на ЕП д-р Терез Комодини Какия].[7][8] (Малта, 2012 г.)

### Други
Преводът на Саммут на La Pazza на Гузе Боничи получава похвала от професор Чарлз Брифа в неговата книга за малтийската литература (Il-Letteratura Maltija: L-Istorja tan-Narrattiva, Издателство на Малтийския университет, 2008 г.)
Саммут е писал върху Codice Municipale di Malta и други теми, свързани с историята и теорията на правото.